# Ligue française pour la protection du cheval
La Ligue française pour la protection du cheval (LFPC) est la plus vieille association de protection du cheval de France. Sa création remonte à 1850.
L'association a été fondée par le général Jacques-Philippe Delmas, député de la IIe République et ancien officier de cavalerie. Jacques-Philippe Delmas était également à l'origine de la première loi, dite loi Grammont, sur la protection animale.
En 1909, la ligue devint une association loi de 1901. La LFPC est reconnue d’utilité publique depuis 1969.